# Плају Шарулуј (Сучава)
Плају Шарулуј (рум. Plaiu Șarului) насеље је у Румунији у округу Сучава у општини Шару Дорнеј. Oпштина се налази на надморској висини од 904 m.

## Становништво
Према подацима из 2002. године у насељу је живело 240 становника, од којих су сви румунске националности.